# Edi Rama

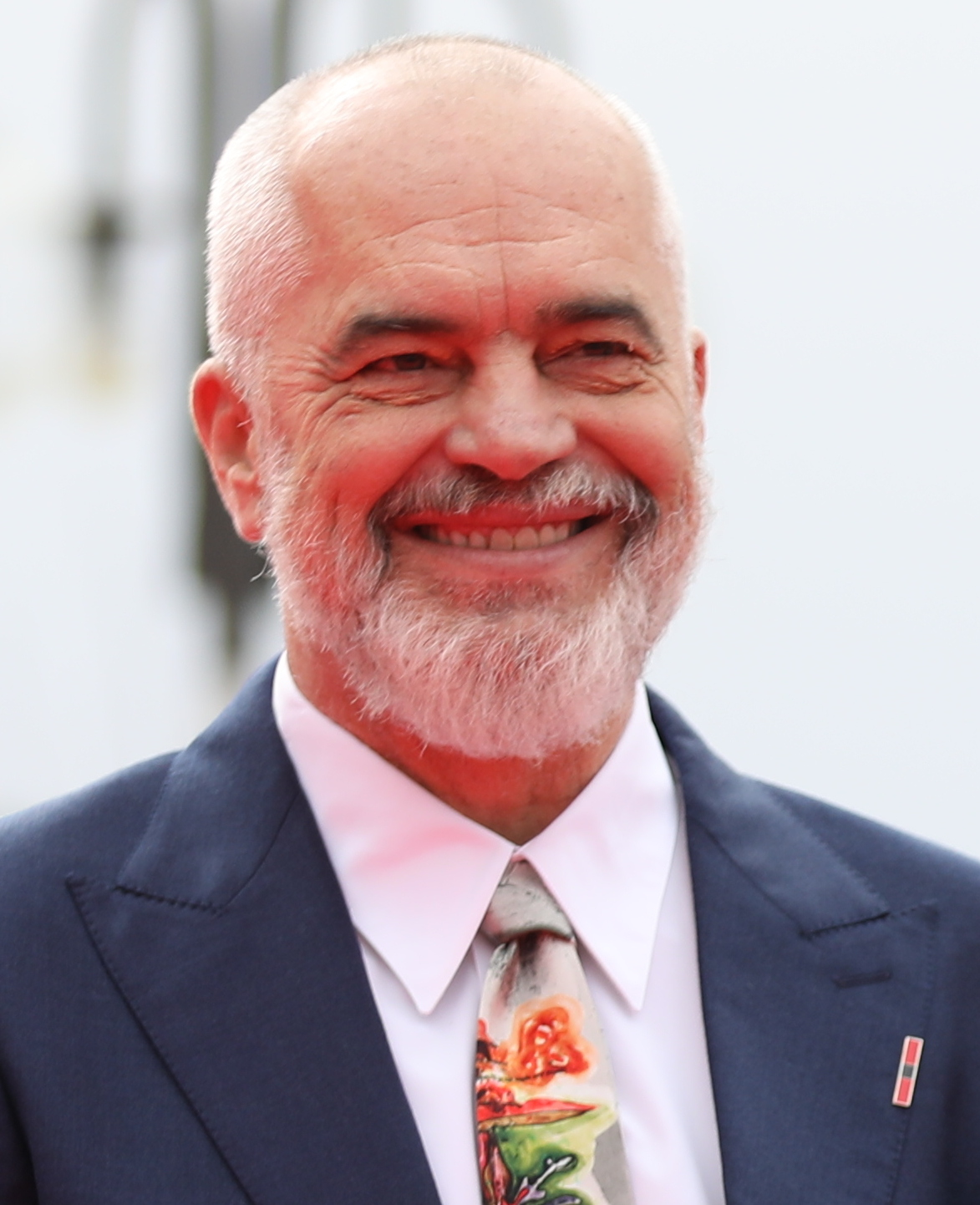
Edi Rama (2024)

Edi Rama (* 4. Juli 1964 in Tirana als Edvin Kristaq Rama) ist ein albanischer Politiker und Künstler. Seit dem 10. September 2013 ist er der 12. Ministerpräsident Albaniens. Zudem ist er seit Oktober 2005 Vorsitzender der Sozialistischen Partei Albaniens (PS). Zwischen 2000 und 2011 war er Bürgermeister von Tirana.

## Werdegang

### Sportliche Laufbahn und frühe künstlerische sowie politische Aktivitäten
Edi Rama wurde als Sohn von Kristaq Rama, einem regimenahen Bildhauer aus Durrës, und der Medizinerin Aneta Rama (geborene Koleka) in eine Familie der Nomenklatura geboren. Ein Vorfahre war Protagonist der albanischen Unabhängigkeitsbewegung. Als Jugendlicher spielte er für den Basketballclub Dinamo und wurde in den späten 1980er Jahren für das Nationalteam nominiert. Beim Sturz der kommunistischen Diktatur war er Lektor an der Akademie der Künste, wo er bereits zum akademischen Maler ausgebildet worden war. Zu dieser Zeit heiratete er Matilda Makoci, mit der er einen gemeinsamen Sohn hat. 1994 ließen sich die beiden scheiden, und Edi Rama wanderte nach Frankreich aus. Dort nahm er – hauptsächlich in Paris – zusammen mit seinem Freund Anri Sala an verschiedenen Kunstausstellungen teil.
Rama beteiligte sich aktiv an den ersten Demokratiebewegungen in Albanien Anfang der 1990er Jahre. Er kritisierte die regierende Demokratische Partei unter Sali Berisha wegen Korruption und begann seine Karriere als international anerkannter Künstler. 1998 war Rama anlässlich der Beerdigung seines Vaters wieder in Albanien. Der neue sozialistische Ministerpräsident Fatos Nano berief ihn zum Minister für Kultur, Jugend und Sport in die Regierung.

### Bürgermeister von Tirana
Im Oktober 2000 zog er als neuer Bürgermeister ins Rathaus von Tirana ein. Als unabhängiger Kandidat hatte er mit Unterstützung der Sozialistischen Partei 57 % der Stimmen auf sich vereinigen können. Seit der Übernahme des Oberbürgermeisteramtes ließ er illegal errichtete Gebäude wie Kioske und Nachtclubs abreißen und nahm Maßnahmen zur Müllentsorgung und Begrünung vor. Für sein Projekt Clean and Green wurde er von den Vereinten Nationen ausgezeichnet. Im Herbst 2003 trat Rama der Sozialistischen Partei bei. Er kandidierte erfolglos gegen den Amtsinhaber Fatos Nano als Parteivorsitzenden. Erst im Oktober 2005 wurde er in dieses Amt gewählt, nachdem Nano sich aufgrund der Niederlage der Sozialisten bei den Wahlen im damaligen Sommer aus der Politik zurückgezogen hatte.
Am 28. Dezember 2003 wurde Rama mit 59 % der Stimmen zum Bürgermeister wiedergewählt. Seither lag ein Schwerpunkt seiner Tätigkeiten in der Erstellung einer Stadtplanung für Tirana, deren Bevölkerung sich seit 1990 mehr als verdoppelt hatte. Auch im Februar 2007 wurde er mit 56 % der Stimmen wiederum im Amt bestätigt. Im Herbst 2004 wählten 35.000 Teilnehmer der Internet-Community City Mayors Rama zum World Mayor 2004.

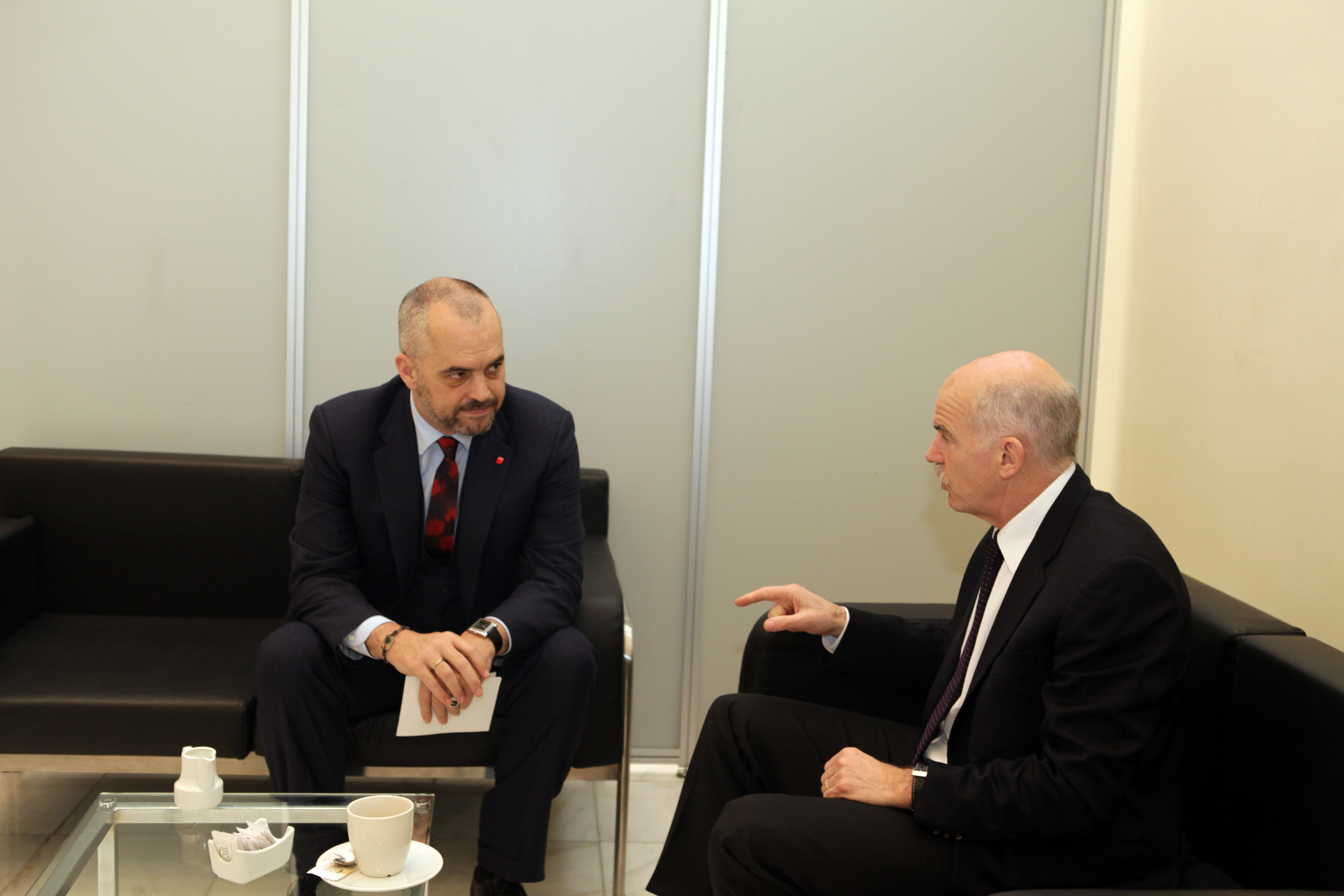
Edi Rama im Jahr 2011 bei einem Besuch in Athen mit dem damaligen Ministerpräsidenten Griechenlands, Giorgos Andrea Papandreou

Bei den Kommunalwahlen 2011 verlor Edi Rama knapp mit 95 Stimmen Rückstand gegen den Kandidaten der Demokraten, Lulzim Basha. Nach knapp elf Jahren endete somit seine Karriere als Oberbürgermeister der albanischen Hauptstadt.

### Erste Amtszeit als Ministerpräsident (2013–2017)
Zum ersten Mal in seiner politischen Karriere trat Edi Rama bei der Parlamentswahl 2013 als Kandidat der Sozialistischen Partei für den Qark Vlora an, um als Abgeordneter ins Parlament einziehen zu können. Im Vorfeld der Parlamentswahl 2013 verließ im April die sozialdemokratische LSI die seit 2009 gebildete Regierungskoalition mit den Demokraten, um zu den Sozialisten überzuwechseln. Die Allianz für ein Europäisches Albanien, eine Koalition unter anderem mit der LSI, erreichte eine deutliche Mehrheit. Edi Rama übernahm damit das Amt des scheidenden Ministerpräsidenten Sali Berisha. Am 10. September 2013 wurde Edi Rama offiziell Ministerpräsident Albaniens. Sein Kabinett wies den höchsten Frauenanteil und mit 43 Jahren das niedrigste Durchschnittsalter aller bisherigen albanischen Regierungen auf. Die meisten Mitglieder besaßen keine Regierungserfahrung. Es gab verschiedene Aufteilungen und Neugründungen von Ministerien. Den Regierungssitz in Tirana ließ Rama umbauen, um nicht im Ambiente seines Vorgängers und Rivalen Sali Berisha arbeiten zu müssen.
Zu den ersten Regierungsentscheidungen gehörte ein Importverbot von Müll. 2016 wurde das Abfallgesetz wieder liberalisiert und dadurch laxer als es seit 2011 gewesen war; die umstrittene Thematik blieb den Folgeregierungen Rama erhalten.
Rama unternahm in den ersten Wochen seiner Amtszeit verschiedene Staatsbesuche in Westeuropa, in den USA und auf dem Balkan. Sein erster Staatsbesuch erfolgte nur zwei Tage nach seiner Vereidigung als Ministerpräsident im Kosovo, wo er seinen Amtskollegen Hashim Thaçi traf. Danach ging er am 16. September nach Brüssel, um Vertreter und Vorsitzende der EU zu treffen. Zuletzt folgten Besuche bei der UNO in New York am 21. September, am 26. Oktober, mit dem türkischen Ministerpräsidenten Recep Tayyip Erdoğan in Prizren, Kosovo, am 5. November 2013 besuchte er Nordmazedonien, wo er neben hohen Regierungsvertretern auch die Vorsitzenden der albanischen Parteien traf, und am 14. November war er in Podgorica, um den montenegrinischen Ministerpräsidenten zu besuchen. Auch Griechenland, Kroatien und vor allem Italien besuchte er in der Frühphase seiner Amtszeit.
Am 15. November 2013 erklärte Edi Rama bei einer Medienkonferenz, dass es für Albanien unmöglich sei, syrische Chemiewaffen aufzunehmen und sie zu zerstören. Dem waren zahlreiche Proteste in vielen Städten Albaniens und eine riesige Opposition in den sozialen Netzwerken vorausgegangen. Somit lehnte Rama eine entsprechende Anfrage der Vereinigten Staaten ab, obschon erwartet worden war, dass Albanien als enger Partner der USA zustimmen würde. Die Menschenmenge vor dem Regierungssitz jubelte nach Ramas Aussage, nachdem sie 48 Stunden lang gegen die Einfuhr der gefährlichen Chemiewaffen demonstriert hatte.
Als Meilenstein seiner ersten Amtszeit gilt eine Justizreform, Bedingung für die EU-Beitrittsverhandlungen.
In einer Reihe von Tonaufnahmen, die von der deutschen Bildzeitung veröffentlicht wurden, waren Rama und Parteikollegen im Zwiegespräch sowohl mit Angehörigen von Strafverfolgungsbehörden als auch Kriminellen zu hören. Gegenstand der Gespräche sei nach einer Deutung die geplante Manipulation der Parlamentswahl 2017 gewesen.

### Zweite Amtszeit als Ministerpräsident (2017–2021)
Bei der Parlamentswahl 2017 errang die Partia Socialiste 48,34 Prozent der Wählerstimmen, was das beste Ergebnis in der Parteigeschichte war. Damit wurde eine Regierungskoalition mit anderen Parteien überflüssig, und die Sozialisten konnten seit langem wieder eine Alleinregierung bilden. Edi Rama stellte dem Parlament am 9. September 2017 seinen Regierungsvorschlag vor, der von den Abgeordneten mehrheitlich angenommen wurde. Am 13. September wurde das neue Regierungskabinett schließlich vom Präsidenten vereidigt. Im neuen Kabinett gibt es viele Regierungsneulinge und mit sieben Frauen erstmals in der Geschichte Albaniens einen Frauenanteil von 50 Prozent.
Die zweite Amtsperiode der Regierung Rama begann sogleich mit ein paar aufsehenerregenden Ereignissen. So erwähnte Erion Braçe (PS), Vorsitzender der Parlamentskommission für Wirtschaft, am 26. September 2017 während einer gemeinsamen Sitzung von Fraktions- und Regierungsmitgliedern der Sozialisten einen schwerwiegenden Fehler in der Prozedur der Verabschiedung des neuen Haushalts. So hatte die Regierung die Kommission umgangen und die Haushaltsverabschiedung direkt als Traktandum für den 28. September 2017 festgesetzt, ohne sie vorher von der Wirtschaftskommission überprüfen zu lassen.
Am nächsten Tag, dem 27. September 2017, veröffentlichte das Newsportal Hashtag.al einen Bericht der obersten Rechnungsprüfungsbehörde Kontrolli i Lartë i Shtetit, wonach der albanischen Regierung für das Jahr 2016 Unregelmäßigkeiten in Bezug auf Marketing-Produkte vorgeworfen wird. So habe sie mit Staatsgeldern in Höhe von etwa 500.000 US-Dollar die Stiftung der Biennale di Venezia unterstützt, wo Edi Rama gelegentlich private Werke ausstellt.
Für die Parlamentssitzung vom 28. September 2017 verlangte die öffentlich-rechtliche Rundfunkanstalt Albaniens Radio Televizioni Shqiptar (RTSH) von privaten Fernsehsendern eine Gebühr für die Live-Übertragung der Plenarsitzung. Ministerpräsident Edi Rama erklärte dies mit der künftigen Notwendigkeit eines „Parlamentssenders“, wonach aber privaten Sendern (und somit Journalisten) der Zutritt in den Parlamentssaal verwehrt würde. Die albanischen Medien und Politiker der Opposition kritisierten das Vorgehen der albanischen Regierung scharf und sprachen von „Zensur“.
Insbesondere während seiner ersten und zweiten Amtszeit setze Rama auf eine als neoliberal eingeschätzte Wirtschaftspolitik mit weitreichener Inanspruchnahme von Private Public Partnerships. Mit kritischer Spitze gegen Italien erklärte er Mitte 2015 bei RAI: „Wir sind ein Land ohne Senat, ohne Gewerkschaften, ohne radikale Linke und ohne Komiker, die Politik machen.“ Der IWF mahnte an, dass das hohe Tempo bei Privatisierungen eine Haushaltskrise auslösen könnte. Andere Beobachter sahen Klientelismus und eine überhitzte Baukonjunktur am Werk, insbesondere im wachsenden Tourismussektor. Seit 2014 konnte die Arbeitslosigkeit gesenkt werden, es nahm aber auch die Auswanderung wieder zu. Nach dem Erdbeben im November 2019 mit Epizentrum nördlich von Durrës warb Rama um internationale Hilfe. Die Teilnehmer einer Geberkonferenz im Februar 2020 brachten 1,15 Mrd. Euro auf. Während der COVID-19-Pandemie in Albanien legte die Regierung umfangreiche Hilfsprogramme auf; die Staatsverschuldung erreichte 75 % des BIP. Das Land erholte sich vergleichweise schnell von den Folgen.

### Dritte Amtszeit als Ministerpräsident (2021–2025)
Bei der Parlamentswahl im April 2021 gewannen die Sozialisten mit dem Rekordergebnis von 48,67 Prozent der Stimmen erneut die absolute Mehrheit. Am 17. September 2021 wurde Rama zum dritten Mal in Folge zum Ministerpräsidenten gewählt. Im Parlament erhielt er 77 von 140 Stimmen. 53 Abgeordnete stimmten gegen ihn, einer enthielt sich der Stimme. In Ramas Regierung waren zu Beginn zwölf der 17 Ministerien und Staatssekretärsposten mit Frauen besetzt. Außenministerin blieb vorerst Olta Xhaçka, die das Amt seit Januar 2021 ausübte. In seiner Regierungserklärung bekannte sich Rama zu drei Schwerpunkten: Infrastrukturprojekte, Bekämpfung der Corona-Pandemie und Behebung der Schäden des Erdbebens von November 2019. Im Herbst 2024 kündigte er vor der UN-Generalversammlung an, für den Sufi-Orden der Bektaschi in Tirana einen exempten Bezirk aus einem Häuserzug um deren religiöses Zentrum zu schaffen, was medial vielfach als Plan für einen „islamischen Vatikan“ bezeichnet wurde. Dieser „Souveräne Staat des Bektaschi-Ordens“ solle als Fixpunkt für einen liberalen Islam dienen. Ende 2024 erklärte er, eine EU-Mitgliedschaft Albaniens für 2030 anzustreben. Im Dezember erließ er nach einem Gewaltverbrechen an einer Schule ein Verbot von TikTok. Die Parlamentswahl im Mai 2025 gewann Ramas Partei bei einer Gesamt-Wahlbeteiligung von 42 % (mit Auslandswählern, 75 % bezogen nur auf Ansässige) deutlich mit 52,3 %. Während der dritten Amtszeit, insbesondere im Vorfeld der Wahlen, wurde zunehmend Kritik an einem laut manchen Beobachtern autoritären Regierungsstil Ramas und der dominanten Stellung seiner Partei im Staatsapparat laut. Sein unkonventionelles Auftreten verhülle seine Machtambitionen. Gegen mehrere hochrangige Weggefährten von Rama wurde zu dieser Zeit  wegen Korruption oder Amtsmissbrauch ermittelt, allerdings auch gegen seinen Antipoden Berisha und dessen Sohn.

### Vierte Amtszeit als Ministerpräsident (2025-)
Im Juni 2025 kritisierte Rama die Abschiebepläne Großbritanniens in Drittstaaten heftig. Der Guardian sah darin einen Widerspruch zu einem ähnlichen Abkommen Albaniens mit Italien. Rama kniete zudem bei einem Gipfeltreffen von 50 Regierungschefs in Tirana Mitte Mai vor der italienischen Premierministerin Giorgia Meloni. Er sprach mehrfach von einer „historischen Freundschaft“ der Länder, da Italien während der postkommunistischen Systemtransformation und des sogenannten Lotterieaufstands zahlreiche Albaner aufnahm und dem Staat Hilfe leistete.

## Künstler
Edi Rama arbeitet hauptsächlich im Kleinformat auf Papier. Hierfür fertigt er mit Tinte, Filzstift und Fettkreiden in seinem Kalender blumig-organische, vornehmlich bunte Zeichnungen an. Auf tausenden von Kalenderblättern hält er seine Gedanken und Eingebungen in farbiger Abstraktion fest. Er selbst beschreibt diese als Ausbruch aus seinem tiefsten Inneren, welchem er Ausdruck zu verleihen versucht. Diese Tageszeichnungen bilden ein visuelles Tagebuch des persönlichen und staatsmännischen Alltags und des Weltgeschehens, ohne sich jedoch inhaltlich zum politischen Geschehen zu äußern. Atelier und Amtszimmer von Edi Rama sind eins. Edi Ramas Werke wurden international ausgestellt (darunter 2015 in München, 2018 in der Kunsthalle Rostock, 2019 in Berlin) und befinden sich in der Nationalgalerie Tirana und im Osten Museum of Drawing in Skopje. Er selbst nahm als Künstler an wichtigen Podiumsdiskussionen teil, darunter in der Tate Gallery of Modern Art.

## Privates
Rama erhielt bei seiner Geburt den Vornamen Edvin und hat diesen im November 2002 standesamtlich in Edi umändern lassen. Sein Bruder Olsi, früher ebenfalls Basketballspieler und studierter Architekt, arbeitete im Public-Policy-Bereich, unter anderem für die Open Society Foundation. Er ist seit Ende 2017 Manager des Fußballklubs FK Partizani. Edi Rama hielt auf der Hochzeit von Alexander Soros mit Huma Abedin eine Ansprache.
Edi Rama ist seit 2010 mit Linda Rama (geb. Basha) verheiratet. Das Paar hat ein gemeinsames Kind, Zaho Rama (geb. 2014). Zudem hat er aus erster Ehe einen Sohn, Gregor Rama.
Er erklärte im Jahr 2004, keinen Glauben zu praktizieren und dass die Menschen nicht beurteilen könnten, ob ein Gott existiere. 2014 gab er gegenüber verschiedenen Medien an, dass er von Haus aus Katholik sei. Seine Großmutter, praktizierende Katholikin, habe ihn 1964 noch vor der Schließung von Kirchen und Moscheen durch Hoxhas Regime (1967) taufen lassen, wie früher auch seinen Vater.

## Auszeichnungen
- 2017: Commandeur de la Légion d’Honneur (C. LH)[61]

## Ausstellungen
- 2015: Edi Rama. Les Fleurs du Calendrier - Kalenderblüten, Galerie Michael Schultz, Berlin
- 2014: Tell me nothing from the horse, Galerie Michael Schultz, Berlin
- 2004: utopia station: auf dem weg nach porto alegre, Haus der Kunst München, München
- 2003: Blut & Honig - Zukunft ist am Balkan, Sammlung Essl, Klosterneuburg
- 2003: 50th Biennale di Venezia, Venedig
- 1999: 48th Biennale di Venezia, Venedig
- 1994: 22° Bienal de São Paulo, São Paulo
- 1993: Europäer, Grazer Kunstverein, Graz

## Buchveröffentlichungen
- Refleksione. mit Ardian Klosi 1991
- Paintings. 2009
- Kurban. Botimet Dudaj, Tirana 2011[62] Rumänische Übersetzung: În culisele puterii. Corint, Bukarest 2014.